# Niebrzydowo Małe
Niebrzydowo Małe – część wsi Niebrzydowo Wielkie w Polsce, położona w województwie warmińsko-mazurskim, w powiecie ostródzkim, w gminie Morąg. W latach 1975–1998 Niebrzydowo Małe administracyjnie należało do województwa olsztyńskiego.

## Historia
W roku 1973, jako niezamieszkany przysiółek, Niebrzydowo Małe należało do powiatu morąskiego, gmina i poczta Morąg.